# 三谷昭
三谷 昭（みたに あきら、1911年6月5日 - 1978年12月24日）は、東京府出身の俳人・編集者。

## 生涯
東京府巣鴨村（現豊島区）生まれ。東京府立第五中学校（現小石川高等学校）卒。1930年に素人社に入社。『俳句月刊』『俳句世界』編集に携わる。1936年赤坂区役所嘱託となり『赤坂区史』を編纂。「京大俳句」「天香」等に参加したが、1940年、新興俳句弾圧事件に連座し検挙された。1941年に実業の友社に入社、『新女苑』『オール生活』編集長を歴任。
戦後は「天狼」「俳句評論」「面」などに同人参加。1946年新俳句人連盟に入会するが翌年退会し現代俳句協会に加入、機関誌『俳句芸術』の編集に携わる。1961年より協会幹事長、のち初代会長を務める。1976年、第1回現代俳句協会賞功労賞受賞。
1978年12月24日、67歳で死去。
代表句「暗がりに檸檬浮かぶは死後の景」。句集に『獣身』『三谷昭句集』、ほかに『現代の秀句』などの著作がある。

## 編著書
- 『人生対談』編 角川新書 1955
- 『ゼロからの成功法』青春出版社 青春新書 1961
- 『現代の秀句 俳句鑑賞のすべて』大和書房 1969
- 『人に負けない戦略 "一歩立ち遅れ"て泣かねばならないとき』大和書房 1970
- 『現代俳句用語表現辞典』編 俳句研究社 1976.
- 『俳句史論集』三谷昭俳句史論集刊行会 1979
- 『三谷昭全句集』俳句評論社 1983